# Warea sessilifolia
Warea sessilifolia är en korsblommig växtart som beskrevs av George Valentine Nash. Warea sessilifolia ingår i släktet Warea och familjen korsblommiga växter. Inga underarter finns listade i Catalogue of Life.